# Терещенко, Екатерина Фёдоровна
Екатерина Фёдоровна Терещенко (18 марта 1926, село Большая Малышевка, Бузулукский округ, Средне-Волжская область — 31 октября 2013) — звеньевая, Герой Социалистического Труда (1971). Заслуженный работник сельского хозяйства Казахской ССР (1970).

## Биография
Родилась в 1928 году в селе Большая Малышевка (ныне — Кинель-Малышевский район Самарской области).
После окончания сельскохозяйственного техникума работала с 1947 года агрономом сельскохозяйственного отдела Семиозёрского райисполкома Кустанайской области. В 1950 году возвратилась в Куйбышев, где работала на Куйбышевском шарикоподшипниковом заводе. В 1954 году переехала в Казахстан, где стала работать звеньевой огородного звена колхоза «Березняковский» Тельмановского района Карагандинской области. В 1962 году была назначена звеньевой овощеводческой звена в колхозе имени Калинина Тельмановского района Карагандинской области.
В течение многих лет звено, возглавляемое Екатериной Терещенко, собирало на площади 15 гектаров до 400 килограммов овощей. В 1966 году звено собрало 250 центнеров овощей с каждого гектара. В 1967 году было собрано 258 центнеров. В 1968 году было собрано 330 центнеров, в 1969 и 1970 годах звено собрало по 340 центнеров овощей с каждого гектара. 8 апреля 1971 года Указом Президиума Верховного Совета СССР удостоена звания Героя Социалистического Труда «за выдающиеся успехи, достигнутые в развитии сельскохозяйственного производства и выполнении пятилетнего плана продажи государству продуктов земледелия и животноводства» с вручением ордена Ленина и золотой медали Серп и Молот.
В 1970 году была удостоена звания «Заслуженный работник сельского хозяйства Казахстанской ССР». В 1972 году вступила в КПСС. Принимала участие в работе XXV съезда КПСС.
Избиралась депутатом Верховного Совета Казахской ССР 9-го созыва (1975—1980).
В 1982 году вышла на пенсию. С 1986 года — персональный пенсионер союзного значения. Проживала в городе Темиртау.
Скончалась 31 октября 2013 года.